# Guarea caulobotrys
Guarea caulobotrys är en tvåhjärtbladig växtart som beskrevs av José Cuatrecasas. Guarea caulobotrys ingår i släktet Guarea och familjen Meliaceae. Inga underarter finns listade i Catalogue of Life.